# Пестель, Андрей Борисович
Андрей Борисович Пестель (1779—1863) — генерал-майор русской императорской армии; брат сибирского генерал-губернатора Ивана Борисовича Пестеля.

## Биография
Родился 23 ноября (4 декабря) 1779 года в семье Бориса Владимировича Пестеля. Обучался дома и, по обычаю тех лет, с ранних лет, в 1781 году, был записан в военную службу — сержантом лейб-гвардии Преображенского полка. Был произведён в 1793 году (1 января) в капитаны и переведён майором сперва (2 ноября 1798) в Московский 2-й полевой батальон, а затем в Тенгинский пехотный полк (12 ноября 1800). Произведённый 23 августа 1806 года в полковники, он командовал этим полком в войне 1806—1807 гг. против Наполеона, отличился в сражении при Прейсиш-Эйлау и был награждён орденом Св. Владимира 4-й степени с бантом. По окончании войны и заключении Тильзитского мира полк был направлен в 1808 году в Финляндию, где происходила война со Швецией. Здесь он особенно отличился в сражении при Иденсальми, где был ранен штыком в левый пах. За отличие в этом сражении он получил золотую шпагу с надписью «за храбрость». 
Тенгинским полком он командовал до 12 марта 1812 года, когда был назначен шефом Тифлисского пехотного полка, расположенного на Кавказе и поэтому не принимал участия в войне 1812 года и войне шестой коалиции. Бунтовавший в это время в Кахетии царевич Александр, усилившийся лезгинами в числе 3000 человек, был им разбит под Сигнахом. После этого полк Пестеля принимал участие в делах против персов; находился в продолжавшемся более пяти часов сражении с персидскими войсками под начальством эриванского сардаря Гуссейн-Хана при Карабюрки и был награждён за это сражение орденом Св. Анны 2-й степени.
В 1814 году, Пестелю удалось доставить к главнокомандующему войсками в Закавказье, генералу Н. Ф. Ртищеву, перехваченное им письмо о том, что командующий войсками в Трапезунде (со стороны Трапезунда) и начальник Эрзерумского округа (со стороны Ахалциха) намерены одновременно и внезапно ворваться в русские владения — в Имеретию, истребить русские войска, восстановить власть грузинского дома и подчиниться, по-прежнему, власти турок. Перехваченное письмо дало возможность принять меры против грозившей опасности.
В 1815 году Пестель был переименован из шефа Тифлисского полка в командиры, а 30 августа 1816 года произведён в генерал-майоры с назначением командиром 2-й бригады 20-й пехотной дивизии. Вскоре ему же было поручено окружное управление Кубы (Дагестанской области). Главнокомандующий на Кавказе генерал А. П. Ермолов был доволен действиями Пестеля, который своими войсками удерживал мятежников от вторжений в Кубинскую и Дербентскую провинции. Заняв Башлыкент, он не принял никаких мер против внезапного нападения горцев. 
В октябре 1818 года дагестанские войска, численность которых по русским данным достигала 20 тысяч человек, атаковали 2-тысячный отряд генерала Пестеля в Башлы, который на четвертый день осады сумел отступить к Дербенту. Горцы их преследовали, но без успеха. Ермолов лично с небольшим отрядом двинулся в Карабудагкен, где находился Пестель со своим отрядом. После усмирения восстания, с 20 апреля 1820 года Пестель был уволен в отпуск за границу до излечения болезни и зачислен по армии.
В 1834 году он был вовсе уволен от службы за ранами.
Умер 31 октября (12 ноября) 1863 года и похоронен в Петербурге, на Смоленском лютеранском кладбище.